# かしゃもち
かしゃもち（カシャ餅）は、主に九州の鹿児島県、奄美群島で食べられ作られる、餅の郷土菓子である。

## 概要
かしゃもちは、ヨモギ(ニシヨモギ)と餅を合わせ、黒糖とさつまいもを練った餅をカシャ（クマタケラン）の葉に包んで蒸した食品である。
よもぎの香りや黒糖の甘さが特徴で、触感はもっちりとしている。 奄美大島の特産品であり、九州の方言でヨモギを意味する「フツ、フチ」から「ふちもち」、「ふっつもち」とも呼ばれる。
黒糖、よもぎ、さつまいもが主な原料となるが、小豆が入る場合もある。 かしゃもちは現在でも家庭でよく食べられており、季節の行事で振る舞われたり、地元の学校の家庭科の授業などで作り方を教わることがある。また、奄美の土産品としても人気がある。

## 歴史
奄美地域ではヨモギ(ニシヨモギ)がよくとれ、昔から薬草として煎じたりして食されたり、その殺菌効果から匂い消しなどにも利用されてきた。また、クマタケランもショウガ科の植物であることから、殺菌効果、防虫効果の作用があるといわれている。かしゃもちのほかにも、おにぎりを包んだりもされている。
よもぎ、黒砂糖、クマタケランの葉と、身近でとれる高い効能を持つ素材でつくる先人の知恵がつまった菓子であるといえる。
奄美地域では、クマタケランの葉に餅がべったりつくこと、またそれぞれの素材の相乗効果でより風味が増すことから、仲の良いパートナー同士のことを“餅とカシャのようだ”とたとえることもあるという。
奄美では、よもぎには厄除けの力があると考えられ、親類におすそ分けをする風習などがあり、元々は旧暦の節句（3月3日と5月5日）に子どもの健康と成長を願うために各家庭で作られてきたものであり、節目の集落行事でも振る舞われていたが、現在は時期を問わず食べられる。春によもぎをとって冷凍しておき、クマタケランや月桃の葉で包んでつくる。

## 伝統行事の中のかしゃもち
- 奄美大島大和村湯湾釜（ゆわんがま）集落で旧暦10月16日に行われる伝統行事「ムチモレ踊り」は防火と無病息災を祈願しながら、スカーフや風呂敷などで顔を隠して各家を回って踊るのだが、各家では祝いの金、食事、飲み物で客人をもてなす[3][4]。その際にかしゃもちも渡される[3][4]。かしゃもちは消火の際に使われた田んぼの泥を意味する[4]。